# Pseudolepicolea georgica
Pseudolepicolea georgica là một loài rêu trong họ Pseudolepicoleaceae. Loài này được Fulford & J. Taylor mô tả khoa học đầu tiên năm 1959.
Danh pháp khoa học của loài này chưa được làm sáng tỏ. 